# 毛果叶下珠
毛果叶下珠（学名：Phyllanthus gracilipes）为大戟科叶下珠属下的一个种。

## 扩展阅读
- 維基物種上的相關：毛果叶下珠